# Sumulael
Sumulael o també Sumula-Ilum o Sumu-la-El va ser el segon rei de Babilònia. Suposadament era fill de Sumu-la-Uli (Sumulauli) i net de Sumuabum, però com que Hammurabi mai es referia a Sumuabum com el seu ancestre, el més probable és que Sumuabum hagués mort a l'exili sense fills o amb fills que no van recuperar el poder. Aquest poder hauria passat en circumstàncies desconegudes a Sumulael fill de Sumulauli.
Va pujar al tron potser l'any 1880 aC després de Sumuabum. Va regnar uns 35 anys, entre el 1880 aC i el 1844 aC (cronologia mitjana), aproximadament. Es va apoderar de Kix, ciutat que també va saquejar, Marad i Kazallu.
El va succeir el seu fill Sabium.